# شريف عبد الكاظم
شريف عبد الكاظم (مواليد 14 أغسطس 1997، لاعب كرة قدم عراقي دولي يجيد اللعب في مركز الوسط مع نادي القوة الجوية في الدوري العراقي الممتاز.

## مسيرته الدولية
لعب شريف عبد الكاظم المبارة الدولية الأولى له ضد منتخب قطر في خليجي 24 في 26 نوفمبر 2019.